# (37522) 3367 T-3
3367 T-3 (asteroide 37522) é um asteroide da cintura principal. Possui uma excentricidade de 0.03841570 e uma inclinação de 1.79999º.
Este asteroide foi descoberto no dia 16 de outubro de 1977 por Cornelis Johannes van Houten e Ingrid van Houten-Groeneveld e Tom Gehrels em Palomar.